# Apollo Computer
Apollo Computer Inc,  grundades 1980 i Chelmsford, Massachusetts, av William Poduska, som med några andra utvecklade och producerade Apollo/Domain-arbetsstationer på 1980-talet. Tillsammans med Symbolics och Sun Microsystems var Apollo en av de första leverantörerna av grafiska arbetsstationer på 1980-talet. Likt många datorföretag på den tiden producerade Apollo mycket av sin egen hårdvara och mjukvara.
Apollo blev uppköpt av Hewlett-Packard 1989 för 476 miljoner Dollar (motsvarande 1 041 miljoner Dollar 2021), och varumärket lades gradvis ner under perioden 1990–1997. Varumärket (som "HP Apollo") återuppstod 2014 som en del av HP:s produktlinje av högpresterande datorer.